# Тюрикова, Ирина Константиновна
Ирина Константиновна Тюрикова (28 января 1950, Москва — 12 октября 2016, там же) — советская и русская переводчица
. Игрок, неоднократный чемпион, а в дальнейшем редактор телевизионной игры «Брейн-ринг», также редактор «Своей игры».

## Биография
Родилась в Москве. Мать — коренная москвичка, отец — ленинградец. По словам родителей, рано научилась читать — в 4 года уже взяла в руки газету и стала читать заголовки. Жила недалеко от Арбата.
После школы поступала на искусствоведческое отделение исторического факультета МГУ, но провалилась на экзаменах, после чего поступила в Институт народного хозяйства имени Плеханова.
Работала в Центральном НИИ связи.
Успешно участвовала в передачах «Счастливый случай» и «Брейн-ринг». В 1994 году главный редактор телепередачи «Своя игра» Владимир Молчанов пригласил её работать редактором-составителем вопросов. В 2001 году была редактором вопросов I Студенческого и школьного чемпионата России по спортивному «Что? Где? Когда?».
В 2014 году вышел её перевод «Гамлета»

## Книги
- Своя игра. Первая книга для умных. Сост. И. Тюрикова, С. Пехлецкий, С. Бражников, В. Молчанов, Е. Орлова, Е. Зайцев. — М.: ИЦ «Терра», 1997. — 318 с. — ISBN 5-300-00908-3.
- Своя игра. Вторая книга для умных. Сост. И. Тюрикова, С. Пехлецкий, В. Молчанов. — М.: ИЦ «Терра», 1996. — 316 с. — ISBN 5-300-00659-9.
- Своя игра. Третья книга для умных. Сост. И. Тюрикова, С. Пехлецкий, С. Бражников, В. Молчанов. — М.: ИЦ «Терра», 1996. — 316 с. — ISBN 5-300-00731-5.
- Своя игра. Четвёртая книга для умных. Сост. И. Тюрикова, С. Пехлецкий, С. Бражников, В. Молчанов. — М.: ИЦ «Терра», — 318 с. — ISBN 5-300-00854-0.
- Своя игра. Пятая книга для умных. Сост. И. Тюрикова, С. Пехлецкий, С. Бражников, В. Молчанов. — М.: ИЦ «Терра», 1997. — 318 с. — ISBN 5-300-01095-2.
- Своя игра. Шестая книга для умных. Сост. И. Тюрикова, С. Пехлецкий, С. Бражников, В. Молчанов. — М.: ИЦ «Терра», 1997. — 318 с.
- Своя игра. Седьмая книга для умных. Сост. И. Тюрикова, С. Пехлецкий, С. Бражников, В. Молчанов. — М.: ИЦ «Терра», 1997. — 318 с. — ISBN 5-300-01376-5.
- Своя игра. Восьмая книга для умных. Сост. И. Тюрикова, С. Пехлецкий, С. Бражников, В. Молчанов, С. Дубов. — М.: ИЦ «Терра», 1998. — 318 с.
- Своя игра. Девятая книга для умных. Сост. И. Тюрикова, С. Пехлецкий, С. Бражников, В. Молчанов, С. Дубов. — М.: ИЦ «Терра», 1998. — 318 с. — ISBN 5-300-02238-1.
- Своя игра. Десятая книга для умных. Сост. И. Тюрикова, С. Пехлецкий, С. Бражников, В. Молчанов, С. Дубов. — М.: ИЦ «Терра», 2000. — 318 с.
- Своя игра. Кн. 1. Сост. И. Бер, С. Дубов, В. Молчанов, И. Тюрикова, О. Хворова. — М.: Эксмо, 2010. — 272 с. — ISBN 978-5-699-42457-3.
- Своя игра. Кн. 2. Сост. И. Тюрикова, И. Бер, С. Дубов, В. Молчанов, О. Хворова. — М.: Эксмо, 2011. — 312 с. — ISBN 978-5-699-47182-9.